# Kabinett Lüdemann
Das Kabinett Lüdemann bildete vom 29. April 1947 bis zum 29. August 1949 die Landesregierung von Schleswig-Holstein. Es war die erste Regierung, die von einem frei gewählten Landtag nach dem Krieg gebildet wurde. Eine Bestätigung durch den Landtag war noch nicht vorgesehen.
| Amt                                                                      | Name                                                                                | Partei | Partei |
| ------------------------------------------------------------------------ | ----------------------------------------------------------------------------------- | ------ | ------ |
| Ministerpräsident                                                        | Hermann Lüdemann (1880–1959)                                                        |        | SPD    |
| Stellvertreter des Ministerpräsidenten                                   | Bruno Diekmann (1897–1982)                                                          |        | SPD    |
| Inneres                                                                  | Hermann Lüdemann bis 6. November 1947 Wilhelm Käber (1896–1987) ab 6. November 1947 |        | SPD    |
| Finanzen                                                                 | Richard Schenck (1900–1979)                                                         |        | SPD    |
| Ernährung, Landwirtschaft und Forsten                                    | Erich Arp (1909–1999) bis 2. Februar 1948 Bruno Diekmann ab 2. Februar 1948         |        | SPD    |
| Wirtschaft und Verkehr ab 6. August 1948: Arbeit, Wirtschaft und Verkehr | Bruno Diekmann bis 6. August 1948 Ludwig Preller (1897–1974) ab 6. August 1948      |        | SPD    |
| Volksbildung                                                             | Wilhelm Kuklinski bis 24. Januar 1949 Rudolf Katz (1895–1961) ab 24. Januar 1949    |        | SPD    |
| Wohlfahrt und Arbeit ab 6. August 1948: Wohlfahrt und Gesundheitswesen   | Kurt Pohle (1899–1961) bis 24. Januar 1949                                          |        | SPD    |
| Justiz(ab 1. Dezember 1947)                                              | Rudolf Katz ab 1. Dezember 1947                                                     |        | SPD    |
| Umsiedlung und Aufbau (ab 7. November 1947) ab 24. Januar 1949: Soziales | Walter Damm (1904–1981) ab 7. November 1947                                         |        | SPD    |